# Mauretanischer Super Cup
Der mauretanische Super Cup ist ein Fußballwettbewerb in Mauretanien, der von der FFRIM organisiert wird. Erstmals ausgetragen wurde der Cup im Jahr 2003, danach erst wieder 2010. Seitdem wird er vor jeder neuen Saison ausgetragen.

## Alle Endspiele
| Jahr | Gewinner           | Ergebnis        | Finalist              | Spielort                               |
| ---- | ------------------ | --------------- | --------------------- | -------------------------------------- |
| 2003 | ASC Nasr de Sebkha | 2:1             | ASC Entente Sebkha FC | Stade Olympique, Nouakchott            |
| 2010 | ASC Tevragh Zeïna  | 3:1             | CF Cansado            | Stade Olympique, Nouakchott            |
| 2011 | FC Nouadhibou      | 2:0             | ASC Tevragh Zeïna     | Stade Olympique, Nouakchott            |
| 2012 | ASAC Concorde      | 2:1             | ASC Tevragh Zeïna     | Stade Olympique, Nouakchott            |
| 2013 | FC Nouadhibou      | 2:0             | ASC Zem Zem           | Stade Olympique, Nouakchott            |
| 2014 | ACS Ksar           | 1:0             | FC Nouadhibou         | Stade Olympique, Nouakchott            |
| 2015 | ASC Tevragh Zeïna  | 1:1 (5:4 n. E.) | ACS Ksar              | Stade Municipal, Nouadhibou            |
| 2016 | ASC Tevragh Zeïna  | 6:0             | ASAC Concorde         | Stade Olympique, Nouakchott            |
| 2017 | ASAC Concorde      | 2:2 (4:3 n. E.) | FC Nouadhibou         | Stade Municipal, Kaédi                 |
| 2018 | FC Nouadhibou      | 4:2             | ASAC Concorde         | Stade Cheikha Ould Boïdiya, Nouakchott |